# Puyehue (Panguipulli)
Puyehue es un caserío de la comuna de Panguipulli, localizado al suroeste de la ciudad de Panguipulli.
Aquí se encuentra la Escuela Rural Puyehue.

## Hidrología
El caserío de Puyehue se encuentra muy próximo a las nacientes del estero Frutillar, tributario del Río Miñaquereo.

## Accesibilidad y transporte
Puyehue se encuentra a 6,4 km del Pirehueico a través de la Ruta 203.